# ويلهلم زيمر
ويلهلم زيمر (بالألمانية: Wilhelm Zimmer) (و. 1853 – 1937 م) هو رسام، من ألمانيا، ولد في آبلدا، توفي عن عمر يناهز 84 عاماً.